# Jakobs Ross
Jakobs Ross ist ein historischer Kinofilm aus dem Jahr 2024, basierend auf dem gleichnamigen Roman von Silvia Tschui, bei dem Katalin Gödrös Regie führte. Er ist eine schweizerisch-luxemburgische Koproduktion und startete am 18. Januar 2024 in den Kinos der deutschen Schweiz. Die Hauptrollen spielen Luna Wedler, Valentin Postlmayr und Max Hubacher.

## Handlung
Die musikalisch hochbegabte Magd Elsie dient im 19. Jahrhundert im Haus eines Fabrikanten. Von der Tochter des Hauses ermutigt, will Elsie eine Karriere als Musikerin einschlagen und mit ihr zusammen in Florenz studieren. Doch es kommt anders, Elsie wird vom Hausherrn ungewollt schwanger, mit dem Rossknecht Jakob zwangsverheiratet und auf eine ärmliche Pacht abgeschoben. Diese ist von Eibenbäumen umgeben, deren Nadeln für Pferde giftig sind. Jakob beachtet das nicht. Er ist zu sehr mit seinem Traum beschäftigt, eines Tages ein eigenes Ross zu erwerben, um einen eigenen Fuhrbetrieb zu gründen. Dazu plant er, den Direktor mit dem unehelichen Kind zu erpressen.
Doch Elsie verliert das Kind mit Hilfe von Kräuterfrau Lina. Darauf verkauft Jakob erbost Elsies Handorgel und lässt sie auch im Winter mit schlechtem Schuhwerk die Milch in die Käserei bringen. Zudem ersteigert er einen Verdingbuben, um so von der Gemeinde weiteres Geld zur Finanzierung seines Traums zu erhalten.
Elsie kann und will ohne Musik nicht existieren. Der attraktive jenische Musiker Rico taucht im Dorf auf und nährt ihren Traum. Mit ihm plant sie durchzubrennen, um als Musikerin um die Welt zu ziehen. Vielleicht bis nach Florenz.
Der Verdingbub bekommt Wind von der Sache und warnt Jakob. Dieser übergibt das eben erworbene Ross dem Buben und holt die Männer des Dorfes zu Hilfe. Die Situation eskaliert. Erst danach lernt Jakob, was er an Elsie hat. Er kauft ihr das Instrument zurück und akzeptiert deren Kind, obwohl dieses vom Jenischen stammt.

## Produktion
Jakobs Ross ist eine Produktion der Turnus Film in Zürich in Koproduktion mit Amour Fou Luxemburg, Schweizer Radio und Fernsehen SRF/SRG, Arte, Ascot Elite Entertainment und Blue+. Unterstützt wurde er durch Film Fund Luxembourg, Bundesamt für Kultur, Zürcher Filmstiftung, Kanton St. Gallen, Suissimage und Ticino Filmcommission.
Gedreht wurde der Film im Bergell und im Tessin. Die Studioaufnahmen entstanden in Luxemburg.
Für das Szenenbild zeichnet Marion Schramm verantwortlich, für die Kostüme Ursina Schmid und für die Maske Marc Hollenstein. Geschnitten wurde der Film von Isabel Meier. 

## Kritik
Die Kritiken zum Film Jakobs Ross sind grösstenteils positiv. Besonders hervorgehoben wird die schauspielerische Leistung von Hauptdarstellerin Luna Wedler. Sie erhielt 2025 eine Nomination für den Schweizer Filmpreis als Beste Hauptdarstellerin.
Irene Genhart vom Schweizer Kinoportal Cineman gibt dem Film 4.5 von 5 Sternen: «Katalin Gödros hat Silvia Tschuis historischen Debütroman als fulminant herbes Beziehungs- und Emanzipationsdrama verfilmt. Ihr Film punktet mit aufwändigen Kostümen, sensationeller Kamera, tollen Hauptdarstellern und Liedern, die, von Luna Wedler gesungen, direkt ins Herz gehen.»
Michael Sennhauser, Filmkritiker bei SRF, vergleicht den Film mit der Romanvorlage und kommt zum Schluss, der Film setze ein eigenes Statement: «Der Film steht als beeindruckend realistische Interpretation des Buchs auf eigenen Füssen. Das singende, strahlende, dem Leid und der Härte trotzende Herz dieses Films ist Luna Wedlers Elsie.»
Filmkritikerin Madeleine Hirsiger schreibt: «Mit ungeheurer Wucht erzählt und voller unbändiger Lebenskraft und Musik. Es ist ein Drama erster Güte, (das) fasziniert und Parallelen zur heutigen Welt aufzeigt.»